# Crisis on Infinite Earths
Crisis on Infinite Earths (título traducido como Crisis en Tierras infinitas en España y como Crisis en las Tierras infinitas en Hispanoamérica) es una serie limitada de 12 comic-books, publicada en 1985 por la editorial DC, con guion de Marv Wolfman y dibujado por George Pérez, Dick Giordano y Jerry Ordway.
Fue el primer gran crossover del género de superhéroes, al incluir a prácticamente todos los personajes que la editorial tenía hasta entonces. Fue también tan importante, ya que reorganizó todas las historias que la DC había escrito e incluso cambió las vidas de muchos personajes, que aún tiene consecuencias en la continuidad del Universo DC, llegando a distinguirse las versiones "pre-Crisis" y "post-Crisis" de los personajes.
La serie fue un éxito de ventas para DC y ha sido revisada positivamente por críticos de cómics, quienes elogiaron su ambición y eventos dramáticos. A la historia se le atribuye la popularización de la idea de un crossover a gran escala en los cómics. "Crisis on Infinite Earths" es la primera entrega de lo que se conoció como la trilogía Crisis; le siguieron Crisis infinita (2005-2006) y Crisis final (2008-2009). La historia también sirve de inspiración para "Crisis on Infinite Earths", un evento cruzado de Arrowverso que consta de un episodio de cada uno de Arrow, The Flash, Supergirl, Legends of Tomorrow y Batwoman.

## Las Tierras infinitas
Antes de la Crisis, los personajes de DC se repartían por una serie de Tierras en universos paralelos (ver Multiverso).
La finalidad de la saga era la de unificar todas estas Tierras, agrupando a todos los personajes en un mismo universo (que luego se denominaría "Universo DC" o DCU). Para ello, se producía una catástrofe cósmica que amenazaba con destruir todos los universos, obligando a intervenir prácticamente a la totalidad de los personajes de la editorial.

## Precedentes
El primer precedente fue una historia clásica del segundo Flash (Barry Allen) en la que viajaba a un universo paralelo donde conocía a la versión original del personaje (Jay Garrick).
Pronto se explicó que todos los personajes que habían sido publicados por DC durante la Edad de Oro de los cómics (es decir, antes de 1954), vivían en una misma tierra paralela, a la que se llamó Tierra-2, y los personajes publicados después de esa fecha vivían en Tierra-1 (donde vive el segundo Flash). Ya que había personajes que se habían publicado ininterrumpidamente desde la Edad de Oro (como Superman y Batman), se dividieron las historias de estos personajes, atribuyéndose todo lo ocurrido durante la Edad de Oro a las versiones de Tierra-2, y lo ocurrido durante la Edad de Plata a las de Tierra-1.
Los escritores aprovecharon la idea de los universos paralelos para crear muchos más. Algunos por motivos narrativos, como "Tierra-III", donde los héroes clásicos son en cambio supervillanos, o "Tierra-prima", que referiría al mundo real mediante metaficción. Otras fueron creadas para sumar a personajes adquiridos de otras editoriales, como la "Tierra-S" con el Capitán Marvel y sus personajes relacionados (provenientes de la editorial Fawcett), la "Tierra-X" con los Freedom Fighters (provenientes de la editorial Quality), etc. Incluso se utilizaba el recurso de los universos paralelos para justificar errores de continuidad diciendo que las historias que no cuadraban ocurrían en un universo paralelo.
Todo esto hizo que el número de Tierras paralelas y personajes duplicados entre ellas se multiplicase, dando origen al Multiverso. Esto hacía más difícil para los nuevos lectores saber qué cosas le habían ocurrido a cada personaje.
Finalmente, el guionista Marv Wolfman y Len Wein le propusieron a Dick Giordano, vicepresidente de DC Comics, realizar una producción titulada "The History of DC Universe" ("La historia del Universo DC"), que relatara en una forma concisa y ordenada todos los acontecimientos de la historia del universo ficticio de la editorial. Esto, por supuesto, se enfrentaba al problema de los múltiples universos paralelos. Este proyecto luego se transformó en uno orientado a reestructurar por completo al Universo DC, en el cual comenzaron a sumarse todos los demás creativos de la editorial. Su nombre cambió a "DC Universe: Crisis on Infinite Earths", y luego al que finalmente se utilizó.

## Historia
La historia comienza en Tierra-3, hogar del Sindicato del Crimen, que es destruida, junto a todo su universo, por una gigantesca ola de antimateria. En medio de la destrucción aparece Pariah, un hombre que no puede morir y que es transportado contra su voluntad de un universo a otro para ver su destrucción sin poder hacer nada al respecto. Pero en medio del caos, Lex Luthor, que en esta realidad es un héroe, y su esposa Lois colocan a su hijo Alexander en un prototipo de una nave espacial capaz de viajar entre dimensiones, con lo cual sobrevive a la destrucción de su mundo. Estos eventos establecen una semejanza deliberada con el clásico origen de Superman.
La destrucción de la Tierra es vista a distancia por Monitor y su ayudante Lyla, quienes intentan detenerla. Siguiendo instrucciones de Monitor, Lyla se transforma en Harbinger, divide su ser en muchas partes y comienza a reunir a diversos héroes y villanos: Solovar, Dawnstar, Firebrand, Blue Beetle, Arión, Psico-Pirata, Firestorm, Killer Frost (que es manipulada por Psico-Pirata para amar a su enemigo, Firestorm), Superman de Tierra-2, Obsidian, Linterna Verde (John Stewart), Psimon, Dr. Polaris, Cyborg y Geoforce; y los reúne en el satélite de Monitor.
En la Tierra, mientras tanto, comienzan a tener lugar anomalías temporales, y Batman se sorprende al ver en medio de una pelea con el Joker un "fantasma" de Flash, que pide desesperadamente ayuda y luego se desintegra ante sus ojos.
Monitor colocó varias torres en diversos mundos y épocas, enviando a quienes reclutó a protegerlas. Superman, Solovar y Dawnstar defienden la torre ubicada en el futuro que habita Kamandi. Arion, Obsidian y Psico-Pirata una en la Atlántida de Arión. Geofuerza, Dr. Polaris y Blue Beetle se encargan de la que se encuentra en Markovia, durante plena Segunda Guerra Mundial. Cyborg, Linterna Verde, Psimon y Firebrand tienen la propia en una cueva del Lejano Oeste. Firestorm y Killer Frost defienden otra en la Edad Media. Todas las torres son atacadas por unas misteriosas sombras.
Psico-Pirata desaparece de pronto de la Atlántida, secuestrado por el Anti-Monitor. Flash también es secuestrado por él. Harbinger, con su personalidad dominada por una de las sombras y esclavizada a Anti-Monitor sin poder evitarlo, espera a que le ordenen matar a Monitor, sin saber que Monitor está bien al tanto de lo que le ocurre. Monitor rescató a Alexander Luthor, que por su paso por el espacio vibracional se transformó en un ser único compuesto tanto de materia como de antimateria; y que además experimentó un crecimiento acelerado.
El muro de antimateria que destruye los universos aparece pronto en todos los sitios con las torres, y también en casi todos los demás lugares de Tierra-1 y Tierra-2. Incluso aparece en Tierra-6, un universo sin duplicados, a donde llega Pariah y salva a una de sus habitantes, Lady Quark.
Monitor crea a una nueva Doctora Luz, y recibe la llegada de Pariah, quien ve cómo dirige una forma de resistencia contra la antimateria. Pero justo entonces Harbinger asesina a Monitor. Sin embargo, Monitor ya sabía lo que ocurriría y había preparado las cosas de forma que su muerte se creara un universo provisional, que contendría a las tierras en su interior. A estas se les suman 3 más, Tierra-S, Tierra-X y Tierra-4.
Harbinger, Luthor y Pariah reúnen a los dos Superman, al Capitán Marvel, al Tío Sam, a Blue Beetle (representantes de las 5 tierras) y a Lady Quark (de una tierra ya destruida) y les explican el origen de la crisis. Anti-Monitor habría sido creado accidentalmente por Krona, un Oano que intentó vislumbrar el inicio de la creación pero que con sus acciones habría dado origen al Multiverso y al universo de materia negativa. Junto con Anti-Monitor nació también Monitor, y ambos se enfrentaron y derrotaron mutuamente. Anti-Monitor fue despertado (y al hacerlo, también Monitor) por Pariah, quien buscando lo mismo que Krona destruyó accidentalmente su universo, cuyo lugar fue ocupado por el negativo. Anti-Monitor descubrió así que destruyendo universos positivos su poder aumentaba.
Se recluta a un grupo de los héroes más poderosos: los dos Superman, la Mujer Maravilla (de Tierra-1), Supergirl, Firestorm, el Detective Marciano, Capitán Marvel, Lady Quark, Captain Atom, el Rayo, Jade, Linterna Verde de Tierra-2, Mon-El, Wildfire y Dr. Light, con los cuales entran al universo negativo. Allí destruyen las máquinas de Anti-Monitor, aunque Supergirl muere al enfrentarse heroicamente con él.
Luego, Flash logra liberarse de su cautiverio y con su velocidad lleva a Psicopirata ante todos los relámpagos de Anti-Monitor, generando en todos ellos un deseo de atacar a su amo. Esto le permite a Flash mantenerlo ocupado y entrar al cañón de Antimateria que construía el Anti-Monitor, al cual logra destruir con su velocidad. Al hacerlo, corre tan rápido que se mueve por el tiempo y se manifiesta brevemente en otros lugares, y finalmente se desintegra.
Creyendo a Anti-Monitor derrotado, Brainiac y Lex Luthor reúnen a todos los supervillanos existentes y conquistan las tierras. Los héroes los combaten en todas partes, hasta que el Espectro se manifiesta y anuncia a todos que Anti-Monitor aún vive y que busca destruir la realidad en el inicio del tiempo. Los supervillanos viajan a Oa en el pasado para impedir el experimento de Krona, y los héroes viajan al inicio del tiempo a enfrentarse a Anti-Monitor. Allí, el Espectro inicia su combate con él hasta el Big Bang, que finalmente da origen no al Multiverso sino a un único universo.
Este universo combina aspectos de todas las tierras, y tiene su propia historia. Con el renacimiento del universo, todos los eventos de la Crisis quedaron borrados de la historia, y solo los conocen quienes estuvieron en el principio del tiempo, fuera de dicha reestructuración. Inclusive, muchos de ellos como Superman o Robin de la antigua Tierra-2 se convierten en paradojas, ya que en la nueva tierra nunca existieron.
Anti-Monitor ataca una vez más, atrapando a la Tierra dentro del universo negativo. Sus sombras atacan todo el planeta a la vez, y algunos héroes las enfrentan mientras que los más poderosos acuden a Qward a enfrentarse a Anti-Monitor. Tras derrotarlo mueven a la tierra de regreso al universo positivo, pero mientras lo hacen Anti-Monitor despierta una vez más. Solo Superman de Tierra-2, Superboy y Alexander Luthor se quedan para enfrentarse a él, y entre los 3 y una ayuda desde lejos de Darkseid finalmente lo destruyen por completo. Alexander revela a Superman que sabía cómo se reestructurarían las tierras, y que preservó a la Lois Lane de Tierra-2 en una dimensión de bolsillo antes de partir al inicio del tiempo. Los 4 se van entonces a esa dimensión, mientras el Psicopirata es encerrado en un manicomio delirando sobre el Multiverso; siendo así, este personaje el único ser en este nuevo universo, que aún recordaba la existencia del Multiverso.
Posteriormente como un nuevo epílogo, en la serie de Animal Man escrita Grant Morrison, se homenajearía a esta Saga, contando la posterior historia de Psicopirata en el manicomio. Lugar donde traería temporalmente desde sus recuerdos, y les daría nueva vida a algunos personajes del extinto Multiverso, quienes permanecerían en un lugar conocido como el Limbo de los personajes olvidados de DC. Siendo este lugar donde finalmente se dirigiría el Psicopirata.

## Consecuencias
- Se crearon nuevos personajes y muchos otros murieron, destacando las muertes del segundo Flash (Barry Allen) y la Supergirl original. Sin embargo, de varios de los personajes muertos se crearon nuevas versiones en el nuevo universo.
- Quedó un único universo basado principalmente en los 5 principales. Los demás fueron borrados por completo.
- Aunque algunos personajes tuvieron cambios mínimos otros cambiaron completamente, llegando incluso a reescribirse completamente su historia.
- Comercialmente supuso una ingente labor de renovación y actualización de planteamientos, argumentos y personajes, cerrando la brecha que desde los años 60 separaba a la editorial de su principal rival, la Marvel; en gran medida asumiendo las innovaciones que habían colocado a esta a la cabeza del mercado: la humanización del héroe a través de propuestas más realistas -personajes con debilidades- que posibilitaran una mayor identificación con los lectores.

## Universo post-Crisis
El Universo DC fue reescrito en su mayor parte, con muchos personajes siendo reformulados. Entre los cambios más notables, además de la existencia de un único universo, se pueden mencionar los siguientes:
- Superman pasa a ser el único superviviente del planeta Kryptón.
- Superman y la Mujer Maravilla ya no son considerados miembros fundadores de la Liga de la Justicia.
- No se considera que Superman, Batman ni la Mujer Maravilla hayan existido como superhéroes durante la Segunda Guerra Mundial.
- El rol de Flash pasa a ser ocupado por Wally West, hasta entonces Kid Flash, debido a la muerte de Barry Allen.
- La Sociedad de la Justicia, en lugar de héroes de un universo paralelo, pasan a ser un grupo de héroes más antiguo que los demás.
- Se altera el origen de Jason Todd (el segundo Robin): en lugar de un huérfano de un circo pasa a ser el hijo de un matón asesinado por Dos Caras.

### Errores de continuidad
La serie generó también una gran cantidad de errores de continuidad, la mayor parte de ellos consistentes en apariciones de personajes pre-Crisis luego de la misma, o de menciones a sucesos dejados fuera de continuidad por esta. Asimismo, a pesar de la situación planteada en los números 11 y 12 de la serie, en la continuidad posterior se plantea que ningún personaje, ni siquiera aquellos presentes en el inicio del tiempo, recordaban la Crisis.
Además otros errores que se generaron fueron por ejemplo:
- Dado que Superman comienza su carrera ya como adulto, no habría existido Superboy. Pero al no hacerlo, se afecta el origen de la Legión de Super Héroes. Esto se solucionó diciendo que los viajes al pasado de la Legión ocurrieron en un universo de bolsillo creado por el Señor del Tiempo, algo que los Legionarios no se habían dado cuenta.
- No existiendo más supervivientes de Kryptón que el propio Superman, no se explica tampoco la existencia en el siglo XXX de Andrómeda (Laurel Kent) de sangre kryptoniana. Aunque antes de Crisis Infinita, se explicó brevemente (pudo pasar desapercibido) que Laurel Kent, fue "creada" en el Siglo XX, resultado de una multiplicación de genes de Superman, quien temía no poder tener hijos con Lois Lane, pero desde la "desaparición" de Superman en ¿Qué le pasó al Hombre del Mañana?, en el siglo XXX los miembros de la Legión de Superhéroes encontraron en la Fortaleza de la Soledad a ella (en estado embrionario), además, se reveló que Superman quería tener una hija.
- Barry Allen murió sin haber dejado descendencia, pero en el siglo XXX existían los Gemelos Tornado, (Don y Dawn) descendientes de la familia Allen. Pero en Flash: Crisis de pasado, se reveló que Iris West ya estaba embarazada a la hora de Crisis en las Tierras Infinitas.

### Personajes nuevos
- Antimonitor
- Pariah
- Lady Quark
- Doctora Luz (Dr Light IV - Kimiyo)
- Wildcat II (como superheroína)
- Princesa Fern y Lord Volt
- Además varios de los héroes de otras compañías aparecieron por primera vez en cómics de DC.

### Personajes sin continuidad
- Superwoman
- Búho
- Johnny Quick
- Ultraman
- Anillo de poder
- Lex Luthor (Tierra-3)
- Lois Luthor (Tierra-3)
- Los Perdedores
- Flower (de la Compañía Easy)
- Nighthawk
- Kid Psycho
- Lord Volt y la Princesa Fern
- Monitor
- Supergirl
- Flash (Barry Allen)
- Luthor ( Tierra-2)
- Cheetah (Priscilla Rich)
- Cheetah (Deborah Domaine)
- Starman 2 (El Príncipe Gavin de Tierra-1)
- Aquagirl
- Hombre Inmortal
- Amo de los Espejos
- Icicle
- Maaldor
- Shaggy Man
- Hombre Ángulo
- Tenientes Marvel (su muerte es debatida)
- Paloma
- Flecha Verde ( Tierra-2)
- Príncipe Ra-man
- Clayface 2
- Vandal Savage
- Kole
- Cazadora ( Tierra-2)
- Robin ( Tierra-2)
- Lori Lemaris
- Hombre de los 10 Ojos (Ten-Eyed Man)
- Sunburst
- Antimonitor

Nota: después de la Crisis, la muerte de varios personajes fue ignorada ya que gran parte de ellos han vuelto a aparecer.
Al cabo de algún tiempo, se publicó otra historia, Hora Cero, que volvía a alterar la continuidad de los personajes, aunque sus consecuencias no fueron tan drásticas.
Años después, DC decidió recuperar los universos paralelos, para lo que Mark Waid ideó el llamado Hipertiempo (conjunto de todos los Multiversos posibles) en el que están incluidos tanto el Universo DC actual como el Multiverso DC anterior a las Crisis (que, de esta forma, nunca habría sido realmente destruido, solo ocultado). Según declaraciones de los en ese momento responsables de la editorial, la pérdida de los universos paralelos era excesiva, y consideraban innecesarias las Crisis.

## El regreso del multiverso
Dos décadas logró sobrevivir el Universo único emergido de la Crisis original. Veinte años a lo largo de los cuales experimentó un evidente proceso de degradación –en lo referente a su cohesión interna-, desde la inicial supremacía de las reglas impuestas en la nueva continuidad DC hasta su colapso durante la segunda Crisis y la saga 52. Su cuestionada hegemonía se vio crecientemente fracturada, como si sus mal cerradas costuras fueran rasgándose para desvelar el Multiverso oculto en su interior.
El “sabotaje” al Universo post-Crisis provino tanto de autores nostálgicos –o carentes de ideas- hacia personajes y argumentos extinguidos en 1985, como de una incoherente línea editorial obsesionada por incrementar las ventas a golpe de macro-crossovers que enredaban cada vez más la madeja. Ello envuelto en una creciente aura de mitificada añoranza hacia el Multiverso extendida entre parte de los lectores.
Oficialmente vigente hasta la primera década del siglo XXI, el Universo post-Crisis fue progresivamente dejando de ser único –si bien se eludió el concepto tabú de Multiverso con ingeniosos eufemismos como el de Hipertiempo- y, aunque desde su nacimiento adolecía de importantes fracturas de continuidad que intentaron subsanarse a posteriori, su incoherencia creció hasta anular la que debía ser su principal función: establecer un mapa ordenado y accesible de la continuidad DC.
El retorno oficial y definitivo del Multiverso se produjo finalmente en dos asaltos: las series Crisis Infinita y 52, aunque, como es lógico, ello no ha significado un regreso a la situación pre-Crisis, sino una redefinición de aquel incorporando el importante bagaje editorial de las dos últimas décadas.

### Crisis Infinita
Miniserie publicada en 2006 como conmemoración del 20 aniversario de la Crisis original. En ella Alexander Luthor de Tierra-3 y Superboy de Tierra-Prima, con la complicidad de un engañado Superman de Tierra-2 (aislados los tres junto a Lois Lane de Tierra-2 en un limbo indeterminado desde el desenlace de la Crisis), decepcionados con los héroes de la tierra post-Crisis por lo que consideraban declive de los valores utópicos que debieron haber representado, decidieron crear una tierra perfecta. Para esto desdoblaron el único universo en un nuevo Multiverso de donde pretendían extraer distintos elementos de cada mundo para combinarlos en su nueva Tierra.
Frustrada la conspiración por la intervención de diversos superhéroes, el fugaz Multiverso colapsó, muriendo Superman de Tierra-2 en heroico combate contra Superboy Prime (preso y custodiado este por los Green Lantern Corps) y siendo asesinado Alex Luthor por el Joker.

### 52
El nuevo Multiverso aparentemente desapareció al final de Crisis Infinita, dando lugar a un nuevo Universo con una Tierra alterada -"Nueva Tierra"-, pero un año después en la serie 52 se reveló que el Multiverso sí había sobrevivido. Según la explicación dada la energía del Multiverso creado por Alexander Luthor era demasiada para contenerse en un solo Universo, por lo que en un acto de "preservación cósmica" la Nueva Tierra se multiplicó en copias iguales creando un nuevo Multiverso con 52 mundos iguales.
Dentro de la misma serie un villano llamado Mr. Mind, quien solo podía alimentarse del tiempo y el espacio, viajó por el nuevo Multiverso comiendo partes de la historia de las diferentes tierras hasta que fue detenido por Booster Gold, Rip Hunter y Daniel Carter. El Multiverso se salvó, pero los trozos de historia que Mr. Mind robó a cada mundo cambiaron en cada nueva tierra, dando lugar a 52 Tierras distintas.
Este renovado Multiverso fue protagonista de la serie semanal Countdown, así como en las miniseries The Search for Ray Palmer y Countdown: Arena, pudiéndose conocer en ellas varias de las nuevas Tierras. Algunas son similares a las existentes antes de la Crisis original, otras reproducen las realidades imaginadas bajo el título Elseworlds y otras son totalmente nuevas. De este modo la nueva realidad vendría a fusionar ideas y conceptos de los períodos pre y post-Crisis, buscando, como en los años 80, una continuidad ordenada y de más sencilla comprensión y manipulación.
Ello viene confirmar dos características del mundo creado por la DC: la relevancia del concepto Multiverso –a la larga superviviente a cualquier intento de destrucción- y los cíclicos procesos de reinicialización –si bien nunca realmente desde cero-.
En definitiva, Crisis en Tierras Infinitas supone un hito trascendental en la historia de la Editorial, tanto por la redefinición que introdujo para la evolución anterior de su Universo como por la alargada sombra que ha extendido en su desarrollo posterior, prolongada hasta la actualidad.

### Crisis final
Cuando el Multiverso regresó, esta saga complementó una trilogía de eventos que han albergado la amenaza del Multiverso Post Crisis, ya que en esta saga se trata de vuelta el papel del Monitor, que ahora conformado por una sociedad de Monitores que vigilan los peligros del v, y que permite destacar el fin de los Nuevos Dioses para pasar al Quinto Mundo.

## Cronología de las historias de la Crisis del Multiverso (1962 - Actualidad)
- The Flash #123, El Flash de dos mundos
- Crisis en Tierra Múltiples
Justice League of America (vol. 1) # 21 Crisis en Tierra 1
Justice League of America (vol. 1) # 22 Crisis en Tierra 2
Justice League of America (vol. 1) # 29 Crisis en Tierra 3
Justice League of America (vol. 1) # 30 La Tierra Mas Peligrosa de Todas
Justice League of America (vol. 1) # 37 y 38 Crisis en Tierra A
Justice League of America (vol. 1) # 46 y 47 Crisis entre Tierra 1 y 2
Justice League of America (vol. 1) # 55 y 56 El puente entre Tierras
- Crisis en Tierras Infinitas
- Hora Cero
- Crisis de Identidad

- Crisis de Conciencia (JLA: Crisis de Conciencia JLA #115, 116)

- Cuenta Regresiva a la Crisis Infinita

- Proyecto OMAC
- Día de Venganza
- Villanos Unidos
- La Guerra Rann-Thanagar

- Crisis Infinita # 1 al 6

- Proyecto OMAC Especial: Protocolo Lazarus #1
- Día de Venganza Especial #1
- Villanos Unidos Especial #1
- La Guerra Rann-Thanagar Especial #1

- Consecuencias de la Crisis Infinita: El Espectro

- 52

- 52: Tercera Guerra Mundial

- Consecuencias de 52: Los Cuatro Jinetes
- Black Ádam: The Dark Age

- 52: La Biblia del Crimen
- Un Año Después

- La Batalla por Blüdhaven
- Infinity Inc.
- Metal Men
- Siete Soldados de la Victoria
- Rumbo a la Salvación
- La Muerte de los Nuevos Dioses
- The Flash: The Fastest Man Alive
- Guerra de los Sinestro Corps
- Gotham Underground
- La Guerra Sagrada de Rann-Thanagar
- ION: Guardián del Universo
- Universo DC: Un Nuevo Mundo

- Universo DC: Un Nuevo Mundo - Fredoom Fighters
- Universo DC: Un Nuevo Mundo Las Pruebas de Shazam!
- Universo DC: Un Nuevo Mundo - OMAC
- Universo DC: Un Nuevo Mundo - Detective Marciano

- Cuenta Regresiva a Crisis Final

- Cuenta Regresiva a la Aventura
- Cueta Regresiva Arena
- Cueta Regresiva: En búsqueda de Ray Palmer
- Cueta Regresiva: Lord Havok y los extremistas
- Cueta Regresiva Para el Misterio

- Capitán Zanahoria y el Arca Final

- Crisis Final

- DC Universe" # 0
- Universo DC: Last Will and Testament
- Crisis Final: Legión de 3 Mundos # 1-5
- Crisis Final: La furia de los Linernas Rojos (one-shot)
- Crisis Final: Requiem (one-shot)
- Crisis Final: La Resistencia (one-shot)
- Crisis Final: Revelaciones # 1-5 [ 13 ]
- Crisis Final: La venganza de los Rogues # 1-3 [ 14 ]
- Crisis Final: Archivos Secretos (one-shot)
- Crisis Final: Sketchbook (one-shot)
- Crisis Final: Sumisión (one-shot)
- Crisis Final: Más Allá de Superman" # 1-2
- Liga de la Justicia de América" (vol. 2) # 21
- Superman/Batman # 76
- Club Lado Oscuro Incluye:

- Birds of Prey #118
- The Flash #240 (Vol. 2)
- Infinity Inc. #11-12 (Vol. 2)
- Teen Titans #59-60 (Vol. 3)
- Titanes del Terror #1-6

- Batman R.I.P. (Batman # 682-683, 701-702)

- La Noche más oscura
- Retorno de Bruce Wayne
- Time Masters: Vanishing Point
- El día más brillante
- Flashpoint (Los Nuevos 52/Reinicio del Universo DC)

## En otros medios

### Televisión
Crisis en las Tierras Infinitas ha sido mencionada varias veces en el Arrowverso. En el primer episodio de The Flash se presenta un periódico del futuro que dice "Flash Missing, Vanishes in Crisis" (Flash Desaparece durante la crisis). Grant Gustin, quien interpreta a Flash en el programa, dijo que cree que el objetivo de la serie es llegar a Crisis en las Tierras Infinitas : "Obviamente, tendríamos que ir, creo que 10 años para alcanzar eso, así que existe la posibilidad de seguro. Será divertido llegar allí". El concepto de un multiverso ha sido explorado varias veces a lo largo de la historia de la franquicia. Hablando en 2014, Geoff Johns, al discutir la diferencia entre el DC Extended Universe y Marvel Cinematic Universe, dijo: "Lo vemos como el multiverso. Tenemos nuestro universo de televisión y nuestro universo de películas, pero todos ellos coexisten. Para nosotros de manera creativa, se trata de permitir que todos hagan un producto lo mejor posible, para contar la mejor historia, para hacer un mejor mundo. Todos tienen una visión y realmente quieren dejar que las visiones brillen... Es solo un enfoque diferente". La historia inspirará el crossover del Arrowverso en 2019, también titulado "Crisis en las Tierras Infinitas".

### Películas
- Una trilogía de películas animadas tituladas "Justice League: Crisis on Infinite Earths", producidas por Warner Bros. Animation se estrenarán en 2024. Forman parte del Tomorrowverse.